# Sergej Borodin
Sergej Alekseevič Borodin (in russo Сергей Алексеевич Бородин?; Lazarevskoe, 30 gennaio 1999) è un calciatore russo, difensore della Torpedo Mosca e della nazionale russa.

## Carriera

### Club
Cresciuto nel settore giovanile del Krasnodar, trascorre i primi anni della carriera con la seconda e la terza squadra. Nel 2020 viene ceduto in prestito all'Ufa, con il quale debutta in Prem'er-Liga il 17 dicembre successivo, nell'incontro perso per 1-0 sul campo del Krasnodar.

### Nazionale
Ha rappresentato le nazionali giovanili russe, dall'Under-15 all'Under-21.
Nel 2022 ha esordito in nazionale maggiore.

## Statistiche

### Presenze e reti nei club
Statistiche aggiornate al 21 maggio 2022.
| Stagione        | Squadra         | Campionato      | Campionato | Campionato | Coppe nazionali | Coppe nazionali | Coppe nazionali | Coppe continentali | Coppe continentali | Coppe continentali | Altre coppe | Altre coppe | Altre coppe | Totale | Totale |
| Stagione        | Squadra         | Comp            | Pres       | Reti       | Comp            | Pres            | Reti            | Comp               | Pres               | Reti               | Comp        | Pres        | Reti        | Pres   | Reti   |
| --------------- | --------------- | --------------- | ---------- | ---------- | --------------- | --------------- | --------------- | ------------------ | ------------------ | ------------------ | ----------- | ----------- | ----------- | ------ | ------ |
| 2016-2017       | Krasnodar-2     | 2D              | 4          | 0          |                 | -               | -               |                    | -                  | -                  |             | -           | -           | 4      | 0      |
| 2017-2018       | Krasnodar-2     | 2D              | 1          | 0          |                 | -               | -               |                    | -                  | -                  |             | -           | -           | 1      | 0      |
| 2018-2019       | Krasnodar-2     | 1D              | 15         | 1          |                 | -               | -               |                    | -                  | -                  |             | -           | -           | 15     | 1      |
| 2019-2020       | Krasnodar-2     | 1D              | 21         | 0          |                 | -               | -               |                    | -                  | -                  |             | -           | -           | 21     | 0      |
| 2019-2020       | Krasnodar-3     | 2D              | 1          | 0          |                 | -               | -               |                    | -                  | -                  |             | -           | -           | 1      | 0      |
| 2020-feb. 2021  | Ufa             | PL              | 1          | 0          | CR              | 0               | 0               |                    | -                  | -                  |             | -           | -           | 1      | 0      |
| feb.-giu. 2021  | Krasnodar-2     | 1D              | 12         | 1          |                 | -               | -               |                    | -                  | -                  |             | -           | -           | 12     | 1      |
| 2021-2022       | Krasnodar-2     | 1D              | 26         | 0          |                 | -               | -               |                    | -                  | -                  |             | -           | -           | 26     | 0      |
| 2021-2022       | Krasnodar       | PL              | 4          | 0          | CR              | 0               | 0               |                    | -                  | -                  |             | -           | -           | 4      | 0      |
| Totale carriera | Totale carriera | Totale carriera | 85         | 2          |                 | 0               | 0               |                    | -                  | -                  |             | -           | -           | 85     | 2      |

## Palmarès

### Club

#### Competizioni nazionali
- Coppa d'Israele: 1

Beitar Gerusalemme: 2022-2023